# Strada statale 474 di Taurisano
La ex strada statale 474 di Taurisano (SS 474), ora strada provinciale 374 di Taurisano (SP 374), è una strada provinciale italiana il cui percorso si snoda nel Salento.

## Percorso
La strada ha inizio nel centro abitato di Taurisano dove si innestava sulla ex strada statale 475 di Casarano e con andamento assolutamente lineare raggiunge la strada statale 275 di Santa Maria di Leuca, non lontano da Miggiano.
In seguito al decreto legislativo n. 112 del 1998, dal 2001 la gestione è passata dall'ANAS alla Regione Puglia, che ha provveduto al trasferimento dell'infrastruttura al demanio della Provincia di Lecce.